# Discondrosteosis de Léri-Weill
La discondrosteosis de Léri-Weill (DLW) (o síndrome de Léri-Weill) es una enfermedad congénita de origen genético que afecta al desarrollo del hueso y provoca talla baja con extremidades cortas. Se incluye dentro del grupo de trastornos conocidos como osteocondrodisplasias. La primera descripción fue realizada por André Léri y Jean A. Weill en 1929.

## Etiología
Está provocada por una mutación que afecta al gen SHOX, localizado en la región seudoautosómica del cromosoma X (Xp22) y el cromosoma Y (Yp11.3).

## Cuadro clínico
Los síntomas predominantes son talla baja y extremidades cortas. Existe también cubitus valgus, cuello corto y deformidad de la muñeca (deformidad de Madelung).